# Stefan Frey (Politiker)

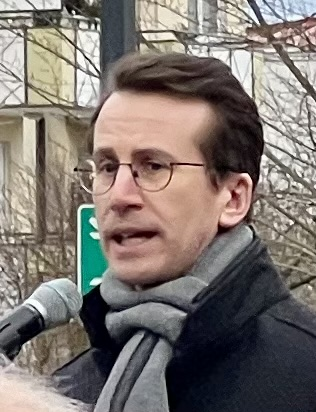
Stefan Frey (2024)

Stefan Frey (* 26. Mai 1975 in Starnberg) ist ein deutscher Politiker  (CSU). Er ist seit Mai 2020 Landrat des Landkreises Starnberg. Sein Vorgänger war Karl Roth.

## Leben
Frey wuchs mit seinen drei Brüdern in Starnberg auf, wo er auch das Gymnasium besuchte. Anschließend absolviert er sein Jurastudium an der Ludwig-Maximilians-Universität München und an der Universität Passau. Nach Abschluss der beiden Staatsexamina arbeitete er beim Freistaat Bayern und war unter anderem in der staatlichen Bauverwaltung tätig. Zuletzt war er von Mai 2017 bis zu seiner Wahl zum Landrat Leiter des Referats für innenpolitische Grundsatzfragen im Bayerischen Innenministerium. Für die CSU wurde er im Jahr 2014 in den Starnberger Stadtrat gewählt. Bei der Kommunalwahl 2020 setzte er sich in der Stichwahl gegen Martina Neubauer (Bündnis 90/Die Grünen) durch.
Er ist verheiratet und hat drei Kinder. Sein Vater ist der ehemalige Landrat von Starnberg  Heinrich Frey.